# (3182) Shimanto
(3182) Shimanto est un astéroïde de la ceinture principale.

## Description
(3182) Shimanto est un astéroïde de la ceinture principale. Il fut découvert le 27 novembre 1984 à Geisei par Tsutomu Seki. Il présente une orbite caractérisée par un demi-grand axe de 2,62 UA, une excentricité de 0,14 et une inclinaison de 12,6° par rapport à l'écliptique.

## Compléments